# پادشاهی اسپانیا
'پادشاهی اسپانیا یا سلطنت اسپانیا (اسپانیایی: Monarquía Española) شکل قانونی حکومت اسپانیا است. این حکومت شامل یک پادشاه موروثی است که به عنوان رئیس دولت سلطنت می‌کند و بالاترین مقام کشور است.
پادشاهی اسپانیا در قانون اساسی با عنوان تاج (اسپانیایی: La Corona) شناخته می‌شود، و شامل پادشاه حاکم، که در حال حاضر پادشاه فلیپه ششم است، خانواده آنها، و خانواده سلطنتی می‌شود که از حاکم در انجام وظایف و اختیاراتش حمایت و تسهیل می‌کند.<ref
خانواده سلطنتی در حال حاضر توسط پادشاه فیلیپه ششم، ملکه لتیزیا، دخترانشان لئونور، شاهدخت آستوریاس، و اینفانتا سوفیا، و والدین پادشاه، خوان کارلوس یکم، شاه سابق و ملکه سوفیا نمایندگی می‌شود.

## قوانین
براساس قوانین، پادشاه اسپانیا باید مسیحی و پیرو کلیسای کاتولیک باشد.
براساس قوانین کنونی وراثت سلطنت در اسپانیا، سلطنت به فرزند ارشد ترجیحاً پسر می‌رسد و دختران پادشاه در نبود فرزند پسر اجازه سلطنت دارند.
پادشاه اسپانیا در مقام رئیس کشور، به رهبر حزبی که دارای بیش‌ترین کرسی در کنگره نمایندگان باشد، مأموریت تشکیل دولت جدید کشور را می‌دهد. پادشاه همچنین قدرت انحلال مجلس و صدور فرمان برای برگزاری انتخابات سراسری را دارد.
بر اساس قانون اساسی، پادشاه اسپانیا فرمانده کل نیروهای مسلح اسپانیا است.